# Just can't help it.
『Just can't help it.』（ジャスト・キャント・ヘルプ・イット）は、2006年9月6日に発売された東京事変のライブ映像集。発売元は東芝EMI。

## 概要
東京事変の全国ツアー「“DOMESTIC!” Just can't help it.」より、2006年5月26日に開催されたNHKホール公演を完全収録したライブDVD。ツアーで初披露された新曲「ミラーボール」を含む全22曲を収録。
通常のライブDVDとは異なり、ライブ映像の他に炎を上げる廃墟や画面いっぱいに広がる断崖絶壁など、スタジオ内外で別撮りした追加映像とミックスした映像も含む、ひとつの映像作品となっている。一部の楽曲の映像はミュージック・ビデオ仕立てとなっており、ライブ音源とミュージック・ビデオの音源が混在する場面も存在する。そのミュージック・ビデオ（「ミラーボール」「少女ロボット」「ブラックアウト」の3曲）の映像は、DVDのリリースに先行して公開された。

## 収録曲
全作詞：椎名林檎（注記を除く）
| #   | タイトル                                      | 作詞 | 作曲             | 時間 |
| --- | --------------------------------------------- | ---- | ---------------- | ---- |
| 1.  | 「雪国」                                      |      | 椎名林檎         | 4:20 |
| 2.  | 「現実を嗤う」                                |      | 椎名林檎         | 3:22 |
| 3.  | 「少女ロボット」                              |      | 椎名林檎         | 2:41 |
| 4.  | 「歌舞伎」                                    |      | 椎名林檎         | 2:17 |
| 5.  | 「秘密」                                      |      | 椎名林檎         | 3:50 |
| 6.  | 「その淑女ふしだらにつき」(作詞：Lorenz Hart) |      | Richard Rodgers  | 2:52 |
| 7.  | 「現実に於て」(インストゥルメンタル)          |      | H是都M           | 1:32 |
| 8.  | 「顔」                                        |      | 晝海幹音         | 2:16 |
| 9.  | 「入水願い」                                  |      | 椎名林檎         | 3:37 |
| 10. | 「ミラーボール」(作詞：浮雲)                  |      | 浮雲             | 6:12 |
| 11. | 「手紙」                                      |      | 伊澤一葉         | 5:45 |
| 12. | 「サービス」                                  |      | H是都M           | 4:05 |
| 13. | 「C'm'on Let's go!」(作詞：いまみちともたか)  |      | いまみちともたか | 3:16 |
| 14. | 「ブラックアウト」                            |      | 椎名林檎         | 4:01 |
| 15. | 「本能」                                      |      | 椎名林檎         | 4:06 |
| 16. | 「スーパースター」                            |      | 亀田誠治         | 5:02 |
| 17. | 「ダイナマイト」(作詞：Tom Glazer)            |      | Mort Garson      | 3:16 |
| 18. | 「修羅場」                                    |      | 椎名林檎         | 3:52 |
| 19. | 「御祭騒ぎ」                                  |      | 椎名林檎         | 3:46 |
| 20. | 「喧嘩上等」                                  |      | 椎名林檎         | 4:38 |
| 21. | 「透明人間」                                  |      | 亀田誠治         | 4:43 |
| 22. | 「丸ノ内サディスティック」                    |      | 椎名林檎         | 4:15 |
| 23. | 「落日」                                      |      | 椎名林檎         | 4:44 |

## 東京事変 “DOMESTIC!”Just can't help it.
2006年の4月から5月にかけて開催された、東京事変の全国21ヶ所を周るツアー。全国ツアーとしては、キーボードの伊澤一葉とギターの浮雲という新メンバー加入後初となるツアー。

### 公演会場
| 公演日        | 都道府県 | 会場                       |
| ------------- | -------- | -------------------------- |
| 2006年4月7日  | 神奈川   | 鎌倉芸術館大ホール         |
| 2006年4月9日  | 北海道   | 北海道厚生年金会館         |
| 2006年4月13日 | 埼玉     | 大宮ソニックシティ大ホール |
| 2006年4月14日 | 新潟     | 新潟県民会館               |
| 2006年4月18日 | 宮城     | 仙台サンプラザホール       |
| 2006年4月19日 | 岩手     | 盛岡市民文化ホール         |
| 2006年4月24日 | 福岡     | 福岡サンパレス             |
| 2006年4月25日 | 福岡     | 福岡サンパレス             |
| 2006年4月27日 | 岡山     | 倉敷市民会館               |
| 2006年4月29日 | 広島     | 広島厚生年金会館           |
| 2006年4月30日 | 京都     | 京都会館第一ホール         |
| 2006年5月8日  | 富山     | 富山オーバード・ホール     |
| 2006年5月10日 | 愛知     | 名古屋センチュリーホール   |
| 2006年5月11日 | 愛知     | 名古屋センチュリーホール   |
| 2006年5月16日 | 静岡     | 静岡市民文化会館           |
| 2006年5月18日 | 愛媛     | 松山市民会館               |
| 2006年5月20日 | 大阪     | 大阪フェスティバルホール   |
| 2006年5月21日 | 大阪     | 大阪フェスティバルホール   |
| 2006年5月25日 | 東京     | NHKホール                  |
| 2006年5月26日 | 東京     | NHKホール                  |
| 2006年5月30日 | 沖縄     | 沖縄コンベンション劇場     |

### セットリスト
| 1. 雪国 2. 現実を嗤う 3. 少女ロボット 4. 歌舞伎 5. 秘密 6. その淑女ふしだらにつき 7. 現実に於いて 8. 顔 9. 入水願い 10. ミラーボール | 1. 手紙 2. サービス 3. C'm'on Let's go! 4. ブラックアウト 5. 本能 6. スーパースター 7. ダイナマイト 8. 修羅場 9. 御祭騒ぎ 10. 喧嘩上等 |

アンコール